# 지곡초등학교 (경기)
지곡초등학교는 대한민국 경기도 용인시 기흥구에 있는 공립 초등학교이다.

## 학교 연혁
- 2004년 11월 1일 개교